# Podbelski
Podbelski (del ruso: Подбельский) es un posiólok del raión de Yeisk del krai de Krasnodar, en Rusia. Está situado en las tierras bajas de Kubán-Azov, en la península de Yeisk, 7 km al sur de Yeisk y 185 km al noroeste de Krasnodar, la capital del krai. Tenía 73 habitantes en 2010.
Pertenece al municipio rural Shirochánskoye (dentro del ókrug urbano de Yeisk).